# Megalodes tengistana
Megalodes tengistana là một loài bướm đêm trong họ Noctuidae.